# Atrobucca
Atrobucca – rodzaj ryb z rodziny kulbinowatych (Sciaenidae).

## Klasyfikacja
Gatunki zaliczane do tego rodzaju:
- Atrobucca adusta
- Atrobucca alcocki
- Atrobucca antonbruun
- Atrobucca bengalensis
- Atrobucca brevis
- Atrobucca geniae
- Atrobucca kyushini
- Atrobucca marleyi
- Atrobucca nibe
- Atrobucca trewavasae